# Марія Анжуйська
Марі́я Анжу́йська (14 жовтня 1404 — 29 листопада 1463) — королева Франції, дружина французького короля Карла VII.

## Біографія
Марія була дочкою анжуйського герцога Людовика II й Іоланди Арагонської.
Вона вийшла заміж 22 квітня 1422 року за майбутнього короля Франції Карла VII, сина Карла VI. З майбутнім чоловіком Марія була знайома з дитинства, оскільки той також виріс в Анжу. Після їх заручин Іоланда Арагонська, яка не бажала залишити дочку в Парижі у небезпечний період війни, взяла майбутнього зятя під свою опіку. На той час ще були живі два старших брати Карла, це сталося у лютому 1414 року.
Після народження спадкоємця престолу, майбутнього короля Франції Людовика XI, Марія Анжуйська править як королева. Втім, чоловік час від часу покидає її, віддаючи перевагу фаворитці — «гарній» Агнесі Сорель.
7 жовтня 1461, королева перебуває у своїй резиденції в замку Амбуаз, в той час як її син Людовик XI переховувався в Брабанті. Два роки потому, в кінці свого життя, королева пішла в паломництво до Сантьяго-де-Компостела. Оскільки ця проща відбувалась взимку за несприятливої для подорожей погоди, історики припускають, що насправді Марія могла виконувати роль таємного посла свого сина Людовіка XI.
Марія Анжуйська померла 29 листопада 1463 року на зворотньому шляху з монастиря Сантьяго-де-Компостела по двох роках вдівства після відзначення перемоги Франції над Англією. Її поховали в абатстві Сен-Дені поряд з чоловіком, королем Карлом VII.
Після її смерті, один письменник склав «Знак оклику на смерть Марії Анжуйської», де зникнення королеви представлений як апофеоз.

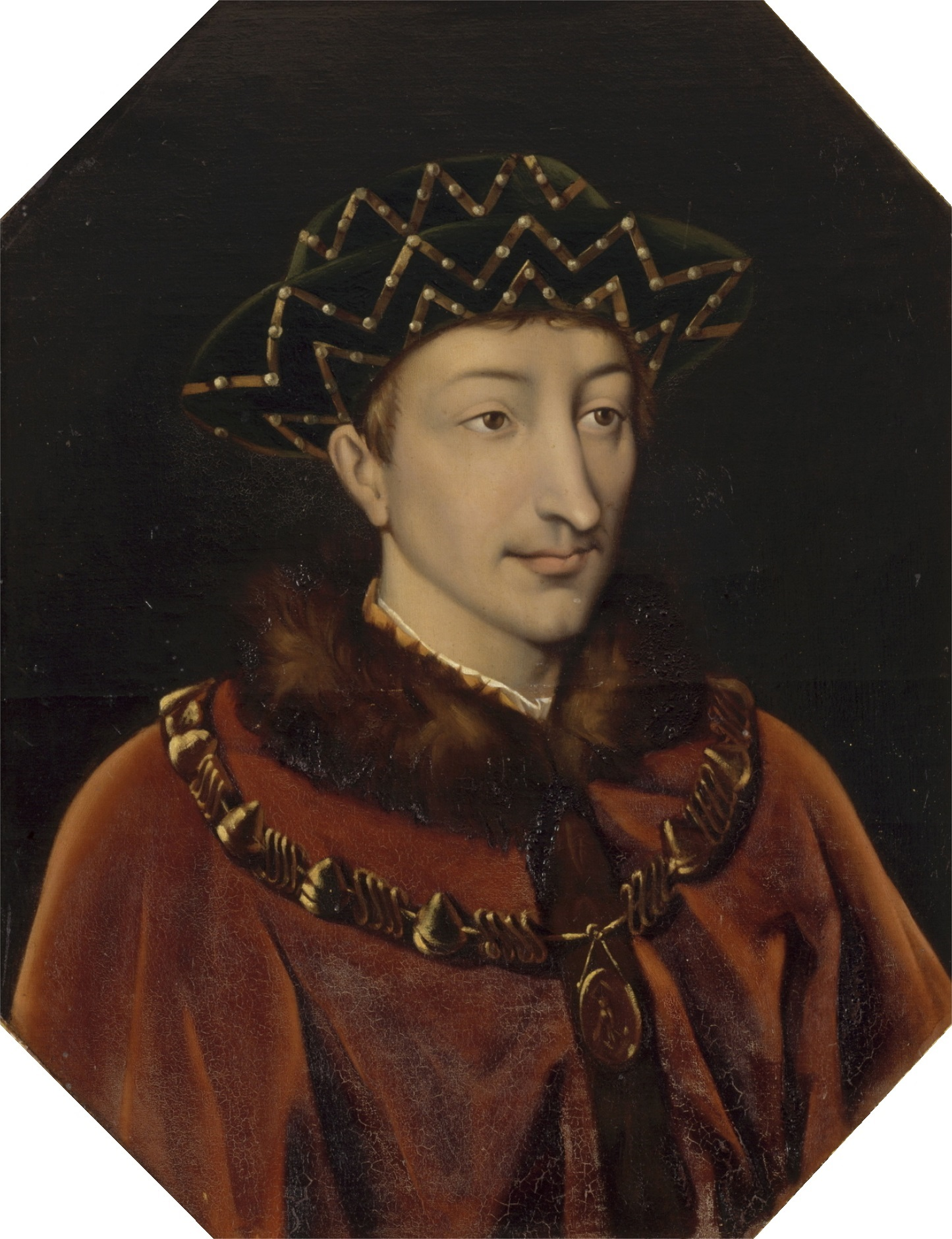
Чоловік — Карл VII

## Родина
Чоловік — Карл VII Звитяжний (1403—1461), король Франції
Діти:
- Людовик XI (1423—1483) — король Франції з 1461 року
- Іоанн (19 вересня 1425)
- Радегунда (1428—1445)
- Катерина (1428/1432 — 1446)
- Яків (1432—1437)
- Іоланда (1434—1478)
- Іоанна (1435—1482)
- Філіп (1436)
- Маргарита (1436)
- Іоанна (1438—1446)
- Марія (1438 — 14 лютого 1439)
- Марія (1441)
- Магдалина (1443—1495)
- Карл (1446—1472)